# Turul Franței 2021
Turul Franței 2021 a fost cea de a 108-a ediție a Turului Franței, unul dintre cele trei mari tururi care au loc anual. Programat inițial să ia startul de la Copenhaga, Danemarca, acesta a fost mutat la Brest din cauza pandemiei de COVID-19 din Franța, capitala daneză fiind gazda a patru meciuri de fotbal de la Euro 2020, eveniment care a fost reprogramat și el din 2020. De asemenea, programarea inițială prevăzută pentru 2-25 iulie 2021 a fost modificată pentru 26 iunie - 18 iulie, pentru a evita suprapunerea cu Jocurile Olimpice de la Tokyo.
Competiția a fost câștigată pentru a doua oară consecutiv de slovenul Tadej Pogačar de la UAE Team Emirates.

## Echipe

### Echipe UCI World
Întrucât Turul Franței este un eveniment din cadrul Circuitului mondial UCI 2021, toate cele 19 echipe UCI au fost invitate automat și obligate să aibă o echipă în cursă. Patru echipe profesioniste continentale au primit wildcard.
| - AG2R Citroën Team - Astana-Premier Tech - Bora–Hansgrohe - Cofidis - Deceuninck–Quick-Step - EF Education-Nippo - Groupama–FDJ - Ineos Grenadiers - Intermarché-Wanty-Gobert Matériaux - Israel Start-Up Nation | - Lotto Soudal - Movistar Team - Team Bahrain Victorious - Team BikeExchange - Team DSM - Team Jumbo–Visma - Team Qhubeka Assos - Trek-Segafredo - UAE Team Emirates |  |

### Echipe continentale profesioniste UCI
| - Alpecin-Fenix - Arkéa–Samsic | - B&B Hotels p/b KTM - Team TotalEnergies |  |

## Etapele programate
| Etapa | Dată   | Start – Sosire                    | type                  | Distanță (km) | Elevation (m) | Câștigător           | Liderul global       |
| ----- | ------ | --------------------------------- | --------------------- | ------------- | ------------- | -------------------- | -------------------- |
| 1     | 26 iun | Brest – Landerneau                | etapă valonată        | 197,8         | 2.785 m       | Julian Alaphilippe   | Julian Alaphilippe   |
| 2     | 27 iun | Perros-Guirec – Mûr-de-Bretagne   | etapă valonată        | 183,5         | 2.154 m       | Mathieu van der Poel | Mathieu van der Poel |
| 3     | 28 iun | Lorient – Pontivy                 | etapă de plat         | 182,9         | 1.539 m       | Tim Merlier          | Mathieu van der Poel |
| 4     | 29 iun | Redon – Fougères                  | etapă de plat         | 150,4         | 1.354 m       | Mark Cavendish       | Mathieu van der Poel |
| 5     | 30 iun | Changé – Laval                    | contratimp individual | 27,2          | 304 m         | Tadej Pogačar        | Mathieu van der Poel |
| 6     | 1 iul  | Tours – Châteauroux               | etapă de plat         | 160,6         | 926 m         | Mark Cavendish       | Mathieu van der Poel |
| 7     | 2 iul  | Vierzon – Le Creusot              | etapă valonată        | 249,1         | 3.111 m       | Matej Mohorič        | Mathieu van der Poel |
| 8     | 3 iul  | Oyonnax – Le Grand-Bornand        | etapă de munte        | 150,8         | 3.558 m       | Dylan Teuns          | Tadej Pogačar        |
| 9     | 4 iul  | Cluses – Tignes                   | etapă de munte        | 144,9         | 4.624 m       | Ben O'Connor         | Tadej Pogačar        |
| 10    | 6 iul  | Albertville – Valence             | etapă de plat         | 190,7         | 1.472 m       | Mark Cavendish       | Tadej Pogačar        |
| 11    | 7 iul  | Sorgues – Malaucène               | etapă de munte        | 198,9         | 4.647 m       | Wout van Aert        | Tadej Pogačar        |
| 12    | 8 iul  | Saint-Paul-Trois-Châteaux – Nîmes | etapă de plat         | 159,4         | 1.959 m       | Nils Politt          | Tadej Pogačar        |
| 13    | 9 iul  | Nîmes – Carcassonne               | etapă de plat         | 219,9         | 1.973 m       | Mark Cavendish       | Tadej Pogačar        |
| 14    | 10 iul | Carcassonne – Quillan             | etapă valonată        | 183,7         | 2.901 m       | Bauke Mollema        | Tadej Pogačar        |
| 15    | 11 iul | Céret – Andorra la Vella          | etapă de munte        | 191,3         | 4.574 m       | Sepp Kuss            | Tadej Pogačar        |
| 16    | 13 iul | El Pas de la Casa – Saint-Gaudens | etapă valonată        | 169           | 3.250 m       | Patrick Konrad       | Tadej Pogačar        |
| 17    | 14 iul | Muret – Col de Portet             | etapă de munte        | 178,4         | 4.368 m       | Tadej Pogačar        | Tadej Pogačar        |
| 18    | 15 iul | Pau – Luz Ardiden                 | etapă de munte        | 129,7         | 3.555 m       | Tadej Pogačar        | Tadej Pogačar        |
| 19    | 16 iul | Mourenx – Libourne                | etapă de plat         | 207           | 1.241 m       | Matej Mohorič        | Tadej Pogačar        |
| 20    | 17 iul | Libourne – Saint-Émilion          | contratimp individual | 30,8          | 239 m         | Wout van Aert        | Tadej Pogačar        |
| 21    | 18 iul | Chatou – Paris                    | etapă de plat         | 108,4         | 619 m         | Wout van Aert        | Tadej Pogačar        |

## Etape

### Etapa 1
26 iunie 2021 – Brest - Landerneau, 198 km 
| Loc | Concurent          | Echipă                  | Timp       |
| --- | ------------------ | ----------------------- | ---------- |
| 1   | Julian Alaphilippe | Deceuninck–Quick-Step   | 4h 39' 05" |
| 2   | Michael Matthews   | Team BikeExchange       | +8"        |
| 3   | Primož Roglič      | Team Jumbo–Visma        | +8"        |
| 4   | Jack Haig          | Team Bahrain Victorious | +8"        |
| 5   | Wilco Kelderman    | Bora–Hansgrohe          | +8"        |
| 6   | Tadej Pogačar      | UAE Team Emirates       | +8"        |
| 7   | David Gaudu        | Groupama–FDJ            | +8"        |
| 8   | Sergio Higuita     | EF Education-Nippo      | +8"        |
| 9   | Bauke Mollema      | Trek-Segafredo          | +8"        |
| 10  | Geraint Thomas     | Ineos Grenadiers        | +8"        |

| Loc | Concurent          | Echipă                  | Timp       |
| --- | ------------------ | ----------------------- | ---------- |
| 1   | Julian Alaphilippe | Deceuninck–Quick-Step   | 4h 39' 05" |
| 2   | Michael Matthews   | Team BikeExchange       | +8"        |
| 3   | Primož Roglič      | Team Jumbo–Visma        | +8"        |
| 4   | Jack Haig          | Team Bahrain Victorious | +8"        |
| 5   | Wilco Kelderman    | Bora–Hansgrohe          | +8"        |
| 6   | Tadej Pogačar      | UAE Team Emirates       | +8"        |
| 7   | David Gaudu        | Groupama–FDJ            | +8"        |
| 8   | Sergio Higuita     | EF Education-Nippo      | +8"        |
| 9   | Bauke Mollema      | Trek-Segafredo          | +8"        |
| 10  | Geraint Thomas     | Ineos Grenadiers        | +8"        |

### Etapa a 2-a
27 iunie 2021 – Perros-Guirec - Mûr-de-Bretagne (Guerlédan), 183,5 km
| Loc | Concurent            | Echipă                  | Timp       |
| --- | -------------------- | ----------------------- | ---------- |
| 1   | Mathieu van der Poel | Alpecin-Fenix           | 4h 18' 30" |
| 2   | Tadej Pogačar        | UAE Team Emirates       | +6"        |
| 3   | Primož Roglič        | Team Jumbo–Visma        | +6"        |
| 4   | Wilco Kelderman      | Bora–Hansgrohe          | +6"        |
| 5   | Julian Alaphilippe   | Deceuninck–Quick-Step   | +6"        |
| 6   | Bauke Mollema        | Trek-Segafredo          | +6"        |
| 7   | Jonas Vingegaard     | Team Jumbo–Visma        | +6"        |
| 8   | Sergio Higuita       | EF Education-Nippo      | +6"        |
| 9   | Pierre Latour        | Team TotalEnergies      | +6"        |
| 10  | Jack Haig            | Team Bahrain Victorious | +6"        |

| Loc | Concurent            | Echipă                  | Timp       |
| --- | -------------------- | ----------------------- | ---------- |
| 1   | Mathieu van der Poel | Alpecin-Fenix           | 8h 57' 25" |
| 2   | Julian Alaphilippe   | Deceuninck–Quick-Step   | +8"        |
| 3   | Tadej Pogačar        | UAE Team Emirates       | +13"       |
| 4   | Primož Roglič        | Team Jumbo–Visma        | +14"       |
| 5   | Wilco Kelderman      | Bora–Hansgrohe          | +24"       |
| 6   | Jack Haig            | Team Bahrain Victorious | +26"       |
| 7   | Bauke Mollema        | Trek-Segafredo          | +26"       |
| 8   | Sergio Higuita       | EF Education-Nippo      | +26"       |
| 9   | Jonas Vingegaard     | Team Jumbo–Visma        | +26"       |
| 10  | David Gaudu          | Groupama–FDJ            | +26"       |

### Etapa a 3-a
28 iunie 2021 – Lorient - Pontivy,  183 km
| Loc | Concurent            | Echipă                  | Timp       |
| --- | -------------------- | ----------------------- | ---------- |
| 1   | Tim Merlier          | Alpecin-Fenix           | 4h 01' 28" |
| 2   | Jasper Philipsen     | Alpecin-Fenix           | +0"        |
| 3   | Nacer Bouhanni       | Arkéa–Samsic            | +0"        |
| 4   | Davide Ballerini     | Deceuninck–Quick-Step   | +0"        |
| 5   | Sonny Colbrelli      | Team Bahrain Victorious | +0"        |
| 6   | Julian Alaphilippe   | Deceuninck–Quick-Step   | +0"        |
| 7   | Mathieu van der Poel | Alpecin-Fenix           | +0"        |
| 8   | Cees Bol             | Team DSM                | +0"        |
| 9   | Anthony Turgis       | Team TotalEnergies      | +0"        |
| 10  | Max Walscheid        | Team Qhubeka NextHash   | +0"        |

| Loc | Concurent            | Echipă                | Timp        |
| --- | -------------------- | --------------------- | ----------- |
| 1   | Mathieu van der Poel | Alpecin-Fenix         | 12h 58' 53" |
| 2   | Julian Alaphilippe   | Deceuninck–Quick-Step | +8"         |
| 3   | Richard Carapaz      | Ineos Grenadiers      | +31"        |
| 4   | Wout van Aert        | Team Jumbo–Visma      | +31"        |
| 5   | Wilco Kelderman      | Bora–Hansgrohe        | +38"        |
| 6   | Tadej Pogačar        | UAE Team Emirates     | +39"        |
| 7   | Enric Mas            | Movistar Team         | +40"        |
| 8   | Nairo Quintana       | Arkéa–Samsic          | +40"        |
| 9   | Pierre Latour        | Team TotalEnergies    | +45"        |
| 10  | Sergio Higuita       | EF Education–Nippo    | +52"        |

### Etapa a 4-a
29 iunie 2021 – Redon - Fougères, 150,5 km
| Loc | Concurent          | Echipă                             | Timp       |
| --- | ------------------ | ---------------------------------- | ---------- |
| 1   | Mark Cavendish     | Deceuninck–Quick-Step              | 3h 20' 17" |
| 2   | Nacer Bouhanni     | Arkéa–Samsic                       | +0"        |
| 3   | Jasper Philipsen   | Alpecin-Fenix                      | +0"        |
| 4   | Michael Matthews   | Team BikeExchange                  | +0"        |
| 5   | Peter Sagan        | Bora–Hansgrohe                     | +0"        |
| 6   | Cees Bol           | Team DSM                           | +0"        |
| 7   | Christophe Laporte | Cofidis                            | +0"        |
| 8   | Mads Pedersen      | Trek-Segafredo                     | +0"        |
| 9   | Boy van Poppel     | Intermarché–Wanty–Gobert Matériaux | +0"        |
| 10  | André Greipel      | Israel Start-Up Nation             | +0"        |

| Loc | Concurent            | Echipă                | Timp        |
| --- | -------------------- | --------------------- | ----------- |
| 1   | Mathieu van der Poel | Alpecin-Fenix         | 16h 19' 10" |
| 2   | Julian Alaphilippe   | Deceuninck–Quick-Step | +8"         |
| 3   | Richard Carapaz      | Ineos Grenadiers      | +31"        |
| 4   | Wout van Aert        | Team Jumbo–Visma      | +31"        |
| 5   | Wilco Kelderman      | Bora–Hansgrohe        | +38"        |
| 6   | Tadej Pogačar        | UAE Team Emirates     | +39"        |
| 7   | Enric Mas            | Movistar Team         | +40"        |
| 8   | Nairo Quintana       | Arkéa–Samsic          | +40"        |
| 9   | Pierre Latour        | Team TotalEnergies    | +45"        |
| 10  | David Gaudu          | Groupama–FDJ          | +52"        |

### Etapa a 5-a
30 iunie 2021 – Changé - Laval, 27,2 km (contra timp individual)
| Loc | Concurent            | Echipă                | Timp    |
| --- | -------------------- | --------------------- | ------- |
| 1   | Tadej Pogačar        | UAE Team Emirates     | 32' 00" |
| 2   | Stefan Küng          | Groupama–FDJ          | +19"    |
| 3   | Jonas Vingegaard     | Team Jumbo–Visma      | +27"    |
| 4   | Wout van Aert        | Team Jumbo–Visma      | +30"    |
| 5   | Mathieu van der Poel | Alpecin-Fenix         | +31"    |
| 6   | Kasper Asgreen       | Deceuninck–Quick-Step | +37"    |
| 7   | Primož Roglič        | Team Jumbo–Visma      | +44"    |
| 8   | Mattia Cattaneo      | Deceuninck–Quick-Step | +55"    |
| 9   | Richie Porte         | Ineos Grenadiers      | +55"    |
| 10  | Alexei Luțenko       | Astana–Premier Tech   | +1' 00" |

| Loc | Concurent            | Echipă                | Timp        |
| --- | -------------------- | --------------------- | ----------- |
| 1   | Mathieu van der Poel | Alpecin-Fenix         | 16h 51' 41" |
| 2   | Tadej Pogačar        | UAE Team Emirates     | +8"         |
| 3   | Wout van Aert        | Team Jumbo–Visma      | +30"        |
| 4   | Julian Alaphilippe   | Deceuninck–Quick-Step | +48"        |
| 5   | Alexei Luțenko       | Astana–Premier Tech   | +1' 21"     |
| 6   | Pierre Latour        | Team TotalEnergies    | +1' 28"     |
| 7   | Rigoberto Uran       | EF Education–Nippo    | +1' 29"     |
| 8   | Jonas Vingegaard     | Team Jumbo–Visma      | +1' 43"     |
| 9   | Richard Carapaz      | Ineos Grenadiers      | +1' 44"     |
| 10  | Primož Roglič        | Team Jumbo–Visma      | +1' 48"     |

### Etapa a 6-a
1 iulie 2021 – Tours - Châteauroux, 161 km
| Loc | Concurent        | Echipă                | Timp       |
| --- | ---------------- | --------------------- | ---------- |
| 1   | Mark Cavendish   | Deceuninck–Quick-Step | 3h 17' 36" |
| 2   | Jasper Philipsen | Alpecin–Fenix         | +0"        |
| 3   | Nacer Bouhanni   | Arkéa–Samsic          | +0"        |
| 4   | Arnaud Démare    | Groupama–FDJ          | +0"        |
| 5   | Peter Sagan      | Bora–Hansgrohe        | +0"        |
| 6   | Cees Bol         | Team DSM              | +0"        |
| 7   | Tim Merlier      | Alpecin–Fenix         | +0"        |
| 8   | Wout van Aert    | Team Jumbo–Visma      | +0"        |
| 9   | Michael Matthews | Team BikeExchange     | +0"        |
| 10  | Mads Pedersen    | Trek–Segafredo        | +0"        |

| Loc | Concurent            | Echipă                | Timp        |
| --- | -------------------- | --------------------- | ----------- |
| 1   | Mathieu van der Poel | Alpecin-Fenix         | 20h 09' 17" |
| 2   | Tadej Pogačar        | UAE Team Emirates     | +8"         |
| 3   | Wout van Aert        | Team Jumbo–Visma      | +30"        |
| 4   | Julian Alaphilippe   | Deceuninck–Quick-Step | +48"        |
| 5   | Alexei Luțenko       | Astana–Premier Tech   | +1' 21"     |
| 6   | Pierre Latour        | Team TotalEnergies    | +1' 28"     |
| 7   | Rigoberto Uran       | EF Education–Nippo    | +1' 29"     |
| 8   | Jonas Vingegaard     | Team Jumbo–Visma      | +1' 43"     |
| 9   | Richard Carapaz      | Ineos Grenadiers      | +1' 44"     |
| 10  | Primož Roglič        | Team Jumbo–Visma      | +1' 48"     |

### Etapa a 7-a
2 iulie 2021 – Vierzon - Le Creusot,  249,5 km
| Loc | Concurent            | Echipă                  | Timp       |
| --- | -------------------- | ----------------------- | ---------- |
| 1   | Matej Mohorič        | Team Bahrain Victorious | 5h 28' 20" |
| 2   | Jasper Stuyven       | Trek–Segafredo          | +1' 20"    |
| 3   | Magnus Cort Nielsen  | EF Education–Nippo      | +1' 40"    |
| 4   | Mathieu van der Poel | Alpecin-Fenix           | +1' 40"    |
| 5   | Kasper Asgreen       | Deceuninck–Quick-Step   | +1' 40"    |
| 6   | Franck Bonnamour     | B&B Hotels p/b KTM      | +1' 40"    |
| 7   | Patrick Konrad       | Bora–Hansgrohe          | +1' 40"    |
| 8   | Wout van Aert        | Team Jumbo–Visma        | +1' 40"    |
| 9   | Brent Van Moer       | Lotto Soudal            | +1' 44"    |
| 10  | Mads Pedersen        | AG2R Citroën Team       | +2' 45"    |

| Loc | Concurent            | Echipă                  | Timp        |
| --- | -------------------- | ----------------------- | ----------- |
| 1   | Mathieu van der Poel | Alpecin-Fenix           | 25h 39' 17" |
| 2   | Wout van Aert        | Team Jumbo–Visma        | +30"        |
| 3   | Kasper Asgreen       | Deceuninck–Quick-Step   | +1' 49"     |
| 4   | Matej Mohorič        | Team Bahrain Victorious | +3' 01"     |
| 5   | Tadej Pogačar        | UAE Team Emirates       | +3' 43"     |
| 6   | Vincenzo Nibali      | Trek–Segafredo          | +4' 12"     |
| 7   | Julian Alaphilippe   | Deceuninck–Quick-Step   | +4' 23"     |
| 8   | Alexei Luțenko       | Astana–Premier Tech     | +4' 56"     |
| 9   | Pierre Latour        | Team TotalEnergies      | +5' 03"     |
| 10  | Rigoberto Uran       | EF Education–Nippo      | +5' 04"     |

### Etapa a 8-a
3 iulie 2021 – Oyonnax - Le Grand-Bornand, 151 km
| Loc | Concurent              | Echipă                  | Timp       |
| --- | ---------------------- | ----------------------- | ---------- |
| 1   | Dylan Teuns            | Team Bahrain Victorious | 3h 54' 41" |
| 2   | Ion Izagirre           | Astana-Premier Tech     | +44"       |
| 3   | Michael Woods          | Israel Start-Up Nation  | +47"       |
| 4   | Tadej Pogačar          | UAE Team Emirates       | +49"       |
| 5   | Wout Poels             | Team Bahrain Victorious | +2' 33"    |
| 6   | Simon Yates            | Team BikeExchange       | +2' 43"    |
| 7   | Aurélien Paret-Peintre | AG2R Citroën Team       | +3' 03"    |
| 8   | Guillaume Martin       | Cofidis                 | +3' 03"    |
| 9   | Mattia Cattaneo        | Deceuninck–Quick-Step   | +4' 07"    |
| 10  | Jonas Vingegaard       | Team Jumbo–Visma        | +4' 09"    |

| Loc | Concurent        | Echipă                  | Timp        |
| --- | ---------------- | ----------------------- | ----------- |
| 1   | Tadej Pogačar    | UAE Team Emirates       | 29h 38' 25" |
| 2   | Wout van Aert    | Team Jumbo–Visma        | +1' 48"     |
| 3   | Alexei Luțenko   | Astana–Premier Tech     | +4' 38"     |
| 4   | Rigoberto Uran   | EF Education–Nippo      | +4' 46"     |
| 5   | Jonas Vingegaard | Team Jumbo–Visma        | +5' 00"     |
| 6   | Richard Carapaz  | Ineos Grenadiers        | +5' 01"     |
| 7   | Wilco Kelderman  | Bora–Hansgrohe          | +5' 13"     |
| 8   | Enric Mas        | Movistar Team           | +5' 15"     |
| 9   | David Gaudu      | Groupama–FDJ            | +5' 52"     |
| 10  | Pello Bilbao     | Team Bahrain Victorious | +6' 41"     |

### Etapa a 9-a
4 iulie 2021 – Cluses - Tignes, 145 km
| Loc | Concurent        | Echipă                  | Timp       |
| --- | ---------------- | ----------------------- | ---------- |
| 1   | Ben O'Connor     | AG2R Citroën Team       | 4h 26' 43" |
| 2   | Mattia Cattaneo  | Deceuninck–Quick-Step   | +5' 07"    |
| 3   | Sonny Colbrelli  | Team Bahrain Victorious | +5' 34"    |
| 4   | Guillaume Martin | Cofidis                 | +5' 36"    |
| 5   | Franck Bonnamour | B&B Hotels p/b KTM      | +6' 02"    |
| 6   | Tadej Pogačar    | UAE Team Emirates       | +6' 02"    |
| 7   | Richard Carapaz  | Ineos Grenadiers        | +6' 34"    |
| 8   | Jonas Vingegaard | Team Jumbo–Visma        | +6' 34"    |
| 9   | Enric Mas        | Movistar Team           | +6' 34"    |
| 10  | Rigoberto Uran   | EF Education–Nippo      | +6' 34"    |

| Loc | Concurent        | Echipă              | Timp        |
| --- | ---------------- | ------------------- | ----------- |
| 1   | Tadej Pogačar    | UAE Team Emirates   | 34h 11' 10" |
| 2   | Ben O'Connor     | AG2R Citroën Team   | +2' 01"     |
| 3   | Rigoberto Uran   | EF Education–Nippo  | +5' 18"     |
| 4   | Jonas Vingegaard | Team Jumbo–Visma    | +5' 32"     |
| 5   | Richard Carapaz  | Ineos Grenadiers    | +5' 33"     |
| 6   | Enric Mas        | Movistar Team       | +5' 47"     |
| 7   | Wilco Kelderman  | Bora–Hansgrohe      | +5' 58"     |
| 8   | Alexei Luțenko   | Astana–Premier Tech | +6' 12"     |
| 9   | Guillaume Martin | Cofidis             | +7' 02"     |
| 10  | David Gaudu      | Groupama–FDJ        | +7' 22"     |

### Prima zi de pauză
5 iulie 2021 – Tignes

### Etapa a 10-a
6 iulie 2021 – Albertville - Valence, 191 km
| Loc | Concurent        | Echipă                 | Timp       |
| --- | ---------------- | ---------------------- | ---------- |
| 1   | Mark Cavendish   | Deceuninck–Quick-Step  | 4h 14' 07" |
| 2   | Wout van Aert    | Team Jumbo–Visma       | +0"        |
| 3   | Jasper Philipsen | Alpecin–Fenix          | +0"        |
| 4   | Nacer Bouhanni   | Arkéa–Samsic           | +0"        |
| 5   | Michael Matthews | Team BikeExchange      | +0"        |
| 6   | Michael Mørkøv   | Deceuninck–Quick-Step  | +0"        |
| 7   | André Greipel    | Israel Start-Up Nation | +0"        |
| 8   | Peter Sagan      | Bora–Hansgrohe         | +0"        |
| 9   | Anthony Turgis   | Team TotalEnergies     | +0"        |
| 10  | Cees Bol         | Team DSM               | +0"        |

| Loc | Concurent        | Echipă              | Timp        |
| --- | ---------------- | ------------------- | ----------- |
| 1   | Tadej Pogačar    | UAE Team Emirates   | 38h 25' 17" |
| 2   | Ben O'Connor     | AG2R Citroën Team   | +2' 01"     |
| 3   | Rigoberto Uran   | EF Education–Nippo  | +5' 18"     |
| 4   | Jonas Vingegaard | Team Jumbo–Visma    | +5' 32"     |
| 5   | Richard Carapaz  | Ineos Grenadiers    | +5' 33"     |
| 6   | Enric Mas        | Movistar Team       | +5' 47"     |
| 7   | Wilco Kelderman  | Bora–Hansgrohe      | +5' 58"     |
| 8   | Alexei Luțenko   | Astana–Premier Tech | +6' 12"     |
| 9   | Guillaume Martin | Cofidis             | +7' 02"     |
| 10  | David Gaudu      | Groupama–FDJ        | +7' 22"     |

### Etapa a 11-a
7 iulie 2021 – Sorgues - Malaucène, 199 km
| Loc | Concurent        | Echipă              | Timp       |
| --- | ---------------- | ------------------- | ---------- |
| 1   | Wout van Aert    | Team Jumbo–Visma    | 5h 17' 43" |
| 2   | Kenny Elissonde  | Trek–Segafredo      | +1' 14"    |
| 3   | Bauke Mollema    | Trek–Segafredo      | +1' 14"    |
| 4   | Tadej Pogačar    | UAE Team Emirates   | +1' 38"    |
| 5   | Rigoberto Uran   | EF Education–Nippo  | +1' 38"    |
| 6   | Richard Carapaz  | Ineos Grenadiers    | +1' 38"    |
| 7   | Jonas Vingegaard | Team Jumbo–Visma    | +1' 38"    |
| 8   | Alexei Luțenko   | Astana–Premier Tech | +1' 56"    |
| 9   | Wilco Kelderman  | Bora–Hansgrohe      | +1' 56"    |
| 10  | Enric Mas        | Movistar Team       | +3' 02"    |

| Loc | Concurent        | Echipă                  | Timp        |
| --- | ---------------- | ----------------------- | ----------- |
| 1   | Tadej Pogačar    | UAE Team Emirates       | 43h 44' 38" |
| 2   | Rigoberto Uran   | EF Education–Nippo      | +5' 18"     |
| 3   | Jonas Vingegaard | Team Jumbo–Visma        | +5' 32"     |
| 4   | Richard Carapaz  | Ineos Grenadiers        | +5' 33"     |
| 5   | Ben O'Connor     | AG2R Citroën Team       | +5' 58"     |
| 6   | Wilco Kelderman  | Bora–Hansgrohe          | +6' 16"     |
| 7   | Alexei Luțenko   | Astana–Premier Tech     | +6' 30"     |
| 8   | Enric Mas        | Movistar Team           | +7' 11"     |
| 9   | Guillaume Martin | Cofidis                 | +9' 29"     |
| 10  | Pello Bilbao     | Team Bahrain Victorious | +10' 28"    |

### Etapa a 12-a
8 iulie 2021 – Saint-Paul-Trois-Châteaux - Nîmes, 159,5 km
| Loc | Concurent          | Echipă                 | Timp       |
| --- | ------------------ | ---------------------- | ---------- |
| 1   | Nils Politt        | Bora–Hansgrohe         | 3h 22' 12" |
| 2   | Imanol Erviti      | Movistar Team          | +31"       |
| 3   | Harry Sweeny       | Lotto Soudal           | +31"       |
| 4   | Stefan Küng        | Groupama–FDJ           | +1' 58"    |
| 5   | Luka Mezgec        | Team BikeExchange      | +2' 06"    |
| 6   | André Greipel      | Israel Start-Up Nation | +2' 06"    |
| 7   | Edward Theuns      | Trek–Segafredo         | +2' 06"    |
| 8   | Brent Van Moer     | Lotto Soudal           | +2' 06"    |
| 9   | Julian Alaphilippe | Deceuninck–Quick-Step  | +2' 06"    |
| 10  | Sergio Henao       | Team Qhubeka NextHash  | +2' 06"    |

| Loc | Concurent        | Echipă                  | Timp        |
| --- | ---------------- | ----------------------- | ----------- |
| 1   | Tadej Pogačar    | UAE Team Emirates       | 47h 22' 43" |
| 2   | Rigoberto Uran   | EF Education–Nippo      | +5' 18"     |
| 3   | Jonas Vingegaard | Team Jumbo–Visma        | +5' 32"     |
| 4   | Richard Carapaz  | Ineos Grenadiers        | +5' 33"     |
| 5   | Ben O'Connor     | AG2R Citroën Team       | +5' 58"     |
| 6   | Wilco Kelderman  | Bora–Hansgrohe          | +6' 16"     |
| 7   | Alexei Luțenko   | Astana–Premier Tech     | +6' 30"     |
| 8   | Enric Mas        | Movistar Team           | +7' 11"     |
| 9   | Guillaume Martin | Cofidis                 | +9' 29"     |
| 10  | Pello Bilbao     | Team Bahrain Victorious | +10' 28"    |

### Etapa a 13-a
9 iulie 2021 – Nîmes - Carcassonne, 219,9 km
| Loc | Concurent           | Echipă                             | Timp       |
| --- | ------------------- | ---------------------------------- | ---------- |
| 1   | Mark Cavendish      | Deceuninck–Quick-Step              | 5h 04' 29" |
| 2   | Michael Mørkøv      | Deceuninck–Quick-Step              | +0"        |
| 3   | Jasper Philipsen    | Alpecin–Fenix                      | +0"        |
| 4   | Iván García Cortina | Movistar Team                      | +0"        |
| 5   | Danny van Poppel    | Intermarché–Wanty–Gobert Matériaux | +0"        |
| 6   | Alex Aranburu       | Astana–Premier Tech                | +0"        |
| 7   | Christophe Laporte  | Cofidis                            | +0"        |
| 8   | André Greipel       | Israel Start-Up Nation             | +0"        |
| 9   | Magnus Cort         | EF Education–Nippo                 | +0"        |
| 10  | Jasper Stuyven      | Trek–Segafredo                     | +0"        |

| Loc | Concurent        | Echipă                  | Timp        |
| --- | ---------------- | ----------------------- | ----------- |
| 1   | Tadej Pogačar    | UAE Team Emirates       | 52h 27' 12" |
| 2   | Rigoberto Uran   | EF Education–Nippo      | +5' 18"     |
| 3   | Jonas Vingegaard | Team Jumbo–Visma        | +5' 32"     |
| 4   | Richard Carapaz  | Ineos Grenadiers        | +5' 33"     |
| 5   | Ben O'Connor     | AG2R Citroën Team       | +5' 58"     |
| 6   | Wilco Kelderman  | Bora–Hansgrohe          | +6' 16"     |
| 7   | Alexei Luțenko   | Astana–Premier Tech     | +6' 30"     |
| 8   | Enric Mas        | Movistar Team           | +7' 11"     |
| 9   | Guillaume Martin | Cofidis                 | +9' 29"     |
| 10  | Pello Bilbao     | Team Bahrain Victorious | +10' 28"    |

### Etapa a 14-a
10 iulie 2021 – Carcassonne - Quillan, 183,7 km
| Loc | Concurent       | Echipă                             | Timp       |
| --- | --------------- | ---------------------------------- | ---------- |
| 1   | Bauke Mollema   | Trek–Segafredo                     | 4h 16' 16" |
| 2   | Patrick Konrad  | Bora–Hansgrohe                     | +1' 04"    |
| 3   | Sergio Higuita  | EF Education–Nippo                 | +1' 04"    |
| 4   | Mattia Cattaneo | Deceuninck–Quick-Step              | +1' 06"    |
| 5   | Michael Woods   | Israel Start-Up Nation             | +1' 10"    |
| 6   | Omar Fraile     | Astana–Premier Tech                | +1' 25"    |
| 7   | Élie Gesbert    | Arkéa–Samsic                       | +1' 25"    |
| 8   | Quentin Pacher  | B&B Hotels p/b KTM                 | +1' 25"    |
| 9   | Louis Meintjes  | Intermarché–Wanty–Gobert Matériaux | +1' 25"    |
| 10  | Esteban Chaves  | Team BikeExchange                  | +1' 28"    |

| Loc | Concurent        | Echipă                | Timp        |
| --- | ---------------- | --------------------- | ----------- |
| 1   | Tadej Pogačar    | UAE Team Emirates     | 56h 50' 21" |
| 2   | Guillaume Martin | Cofidis               | +4' 04"     |
| 3   | Rigoberto Uran   | EF Education–Nippo    | +5' 18"     |
| 4   | Jonas Vingegaard | Team Jumbo–Visma      | +5' 32"     |
| 5   | Richard Carapaz  | Ineos Grenadiers      | +5' 33"     |
| 6   | Ben O'Connor     | AG2R Citroën Team     | +5' 58"     |
| 7   | Wilco Kelderman  | Bora–Hansgrohe        | +6' 16"     |
| 8   | Alexei Luțenko   | Astana–Premier Tech   | +6' 30"     |
| 9   | Enric Mas        | Movistar Team         | +7' 11"     |
| 10  | Mattia Cattaneo  | Deceuninck–Quick-Step | +9' 48"     |

### Etapa a 15-a
11 iulie 2021 – Céret - Andorra la Vella (Andorra), 191,3 km
| Loc | Concurent              | Echipă                  | Timp       |
| --- | ---------------------- | ----------------------- | ---------- |
| 1   | Sepp Kuss              | Team Jumbo–Visma        | 5h 12' 06" |
| 2   | Alejandro Valverde     | Movistar Team           | +23"       |
| 3   | Wout Poels             | Team Bahrain Victorious | +1' 15"    |
| 4   | Ion Izagirre           | Astana–Premier Tech     | +1' 15"    |
| 5   | Ruben Guerreiro        | EF Education–Nippo      | +1' 15"    |
| 6   | Nairo Quintana         | Arkéa–Samsic            | +1' 15"    |
| 7   | David Gaudu            | Groupama–FDJ            | +1' 15"    |
| 8   | Dan Martin             | Israel Start-Up Nation  | +1' 22"    |
| 9   | Franck Bonnamour       | B&B Hotels p/b KTM      | +1' 22"    |
| 10  | Aurélien Paret-Peintre | AG2R Citroën Team       | +1' 22"    |

| Loc | Concurent        | Echipă                  | Timp        |
| --- | ---------------- | ----------------------- | ----------- |
| 1   | Tadej Pogačar    | UAE Team Emirates       | 62h 07' 18" |
| 2   | Rigoberto Uran   | EF Education–Nippo      | +5' 18"     |
| 3   | Jonas Vingegaard | Team Jumbo–Visma        | +5' 32"     |
| 4   | Richard Carapaz  | Ineos Grenadiers        | +5' 33"     |
| 5   | Ben O'Connor     | AG2R Citroën Team       | +5' 58"     |
| 6   | Wilco Kelderman  | Bora–Hansgrohe          | +6' 16"     |
| 7   | Alexei Luțenko   | Astana–Premier Tech     | +7' 01"     |
| 8   | Enric Mas        | Movistar Team           | +7' 11"     |
| 9   | Guillaume Martin | Cofidis                 | +7' 58"     |
| 10  | Pello Bilbao     | Team Bahrain Victorious | +10' 59"    |

### A doua zi de pauză
12 iulie 2021 – Andorra la Vella (Andorra)

### Etapa a 16-a
13 iulie 2021 – El Pas de la Casa (Andorra) - Saint-Gaudens, 169 km
| Loc | Concurent           | Echipă                             | Timp       |
| --- | ------------------- | ---------------------------------- | ---------- |
| 1   | Patrick Konrad      | Bora–Hansgrohe                     | 4h 01' 59" |
| 2   | Sonny Colbrelli     | Team Bahrain Victorious            | +42"       |
| 3   | Michael Matthews    | Team BikeExchange                  | +42"       |
| 4   | Pierre-Luc Périchon | Cofidis                            | +42"       |
| 5   | Franck Bonnamour    | B&B Hotels p/b KTM                 | +42"       |
| 6   | Alex Aranburu       | Astana–Premier Tech                | +42"       |
| 7   | Toms Skujiņš        | Trek–Segafredo                     | +45"       |
| 8   | Jan Bakelants       | Intermarché–Wanty–Gobert Matériaux | +45"       |
| 9   | David Gaudu         | Groupama–FDJ                       | +47"       |
| 10  | Lorenzo Rota        | Intermarché–Wanty–Gobert Matériaux | +1' 03"    |

| Loc | Concurent        | Echipă                  | Timp        |
| --- | ---------------- | ----------------------- | ----------- |
| 1   | Tadej Pogačar    | UAE Team Emirates       | 66h 23' 06" |
| 2   | Rigoberto Uran   | EF Education–Nippo      | +5' 18"     |
| 3   | Jonas Vingegaard | Team Jumbo–Visma        | +5' 32"     |
| 4   | Richard Carapaz  | Ineos Grenadiers        | +5' 33"     |
| 5   | Ben O'Connor     | AG2R Citroën Team       | +5' 58"     |
| 6   | Wilco Kelderman  | Bora–Hansgrohe          | +6' 16"     |
| 7   | Alexei Luțenko   | Astana–Premier Tech     | +7' 01"     |
| 8   | Enric Mas        | Movistar Team           | +7' 11"     |
| 9   | Guillaume Martin | Cofidis                 | +8' 02"     |
| 10  | Pello Bilbao     | Team Bahrain Victorious | +10' 59"    |

### Etapa a 17-a
14 iulie 2021 – Muret - Saint-Lary-Soulan (Col de Portet), 178,4 km
| Loc | Concurent        | Echipă                  | Timp       |
| --- | ---------------- | ----------------------- | ---------- |
| 1   | Tadej Pogačar    | UAE Team Emirates       | 5h 03' 31" |
| 2   | Jonas Vingegaard | Team Jumbo–Visma        | +3"        |
| 3   | Richard Carapaz  | Ineos Grenadiers        | +4"        |
| 4   | David Gaudu      | Groupama–FDJ            | +1' 19"    |
| 5   | Ben O'Connor     | AG2R Citroën Team       | +1' 19"    |
| 6   | Wilco Kelderman  | Bora–Hansgrohe          | +1' 40"    |
| 7   | Pello Bilbao     | Team Bahrain Victorious | +1' 44"    |
| 8   | Sergio Higuita   | EF Education–Nippo      | +1' 49"    |
| 9   | Rigoberto Uran   | EF Education–Nippo      | +1' 49"    |
| 10  | Dylan Teuns      | Team Bahrain Victorious | +1' 49"    |

| Loc | Concurent        | Echipă                  | Timp        |
| --- | ---------------- | ----------------------- | ----------- |
| 1   | Tadej Pogačar    | UAE Team Emirates       | 71h 26' 27" |
| 2   | Jonas Vingegaard | Team Jumbo–Visma        | +5' 39"     |
| 3   | Richard Carapaz  | Ineos Grenadiers        | +5' 43"     |
| 4   | Rigoberto Uran   | EF Education–Nippo      | +7' 17"     |
| 5   | Ben O'Connor     | AG2R Citroën Team       | +7' 34"     |
| 6   | Wilco Kelderman  | Bora–Hansgrohe          | +8' 06"     |
| 7   | Enric Mas        | Movistar Team           | +9' 48"     |
| 8   | Alexei Luțenko   | Astana–Premier Tech     | +10' 04"    |
| 9   | Guillaume Martin | Cofidis                 | +11' 51"    |
| 10  | Pello Bilbao     | Team Bahrain Victorious | +12' 53"    |

### Etapa a 18-a
15 iulie 2021 – Pau - Luz Ardiden, 129,7 km
| Loc | Concurent          | Echipă                 | Timp       |
| --- | ------------------ | ---------------------- | ---------- |
| 1   | Tadej Pogačar      | UAE Team Emirates      | 3h 33' 45" |
| 2   | Jonas Vingegaard   | Team Jumbo–Visma       | +2"        |
| 3   | Richard Carapaz    | Ineos Grenadiers       | +2"        |
| 4   | Enric Mas          | Movistar Team          | +13"       |
| 5   | Dan Martin         | Israel Start-Up Nation | +24"       |
| 6   | Sepp Kuss          | Team Jumbo–Visma       | +30"       |
| 7   | Sergio Higuita     | EF Education–Nippo     | +33"       |
| 8   | Ben O'Connor       | AG2R Citroën Team      | +34"       |
| 9   | Wilco Kelderman    | Bora–Hansgrohe         | +34"       |
| 10  | Alejandro Valverde | Movistar Team          | +40"       |

| Loc | Concurent        | Echipă                  | Timp        |
| --- | ---------------- | ----------------------- | ----------- |
| 1   | Tadej Pogačar    | UAE Team Emirates       | 75h 00' 02" |
| 2   | Jonas Vingegaard | Team Jumbo–Visma        | +5' 45"     |
| 3   | Richard Carapaz  | Ineos Grenadiers        | +5' 51"     |
| 4   | Ben O'Connor     | AG2R Citroën Team       | +8' 18"     |
| 5   | Wilco Kelderman  | Bora–Hansgrohe          | +8' 50"     |
| 6   | Enric Mas        | Movistar Team           | +10' 11"    |
| 7   | Alexei Luțenko   | Astana–Premier Tech     | +11' 22"    |
| 8   | Guillaume Martin | Cofidis                 | +12' 46"    |
| 9   | Pello Bilbao     | Team Bahrain Victorious | +13' 48"    |
| 10  | Rigoberto Uran   | EF Education–Nippo      | +16' 25"    |

### Etapa a 19-a
16 iulie 2021 – Mourenx - Libourne, 207 km
| Loc | Concurent          | Echipă                             | Timp       |
| --- | ------------------ | ---------------------------------- | ---------- |
| 1   | Matej Mohorič      | Team Bahrain Victorious            | 4h 19' 17" |
| 2   | Christophe Laporte | Cofidis                            | +58"       |
| 3   | Casper Pedersen    | Team DSM                           | +58"       |
| 4   | Mike Teunissen     | Team Jumbo–Visma                   | +1' 02"    |
| 5   | Nils Politt        | Bora–Hansgrohe                     | +1' 08"    |
| 6   | Edward Theuns      | Trek–Segafredo                     | +1' 08"    |
| 7   | Michael Valgren    | EF Education–Nippo                 | +1' 08"    |
| 8   | Georg Zimmermann   | Intermarché–Wanty–Gobert Matériaux | +1' 08"    |
| 9   | Anthony Turgis     | Team TotalEnergies                 | +1' 10"    |
| 10  | Jasper Stuyven     | Trek–Segafredo                     | +1' 10"    |

| Loc | Concurent        | Echipă                  | Timp        |
| --- | ---------------- | ----------------------- | ----------- |
| 1   | Tadej Pogačar    | UAE Team Emirates       | 79h 40' 09" |
| 2   | Jonas Vingegaard | Team Jumbo–Visma        | +5' 45"     |
| 3   | Richard Carapaz  | Ineos Grenadiers        | +5' 51"     |
| 4   | Ben O'Connor     | AG2R Citroën Team       | +8' 18"     |
| 5   | Wilco Kelderman  | Bora–Hansgrohe          | +8' 50"     |
| 6   | Enric Mas        | Movistar Team           | +10' 11"    |
| 7   | Alexei Luțenko   | Astana–Premier Tech     | +11' 22"    |
| 8   | Guillaume Martin | Cofidis                 | +12' 46"    |
| 9   | Pello Bilbao     | Team Bahrain Victorious | +13' 48"    |
| 10  | Rigoberto Uran   | EF Education–Nippo      | +16' 25"    |

### Etapa a 20-a
17 iulie 2021 – Libourne - Saint-Émilion, 30,8 km (Contratimp individual)
| Loc | Concurent        | Echipă                | Timp    |
| --- | ---------------- | --------------------- | ------- |
| 1   | Wout van Aert    | Team Jumbo–Visma      | 35' 53" |
| 2   | Kasper Asgreen   | Deceuninck–Quick-Step | +21"    |
| 3   | Jonas Vingegaard | Team Jumbo–Visma      | +32"    |
| 4   | Stefan Küng      | Groupama–FDJ          | +38"    |
| 5   | Stefan Bissegger | EF Education–Nippo    | +44"    |
| 6   | Mattia Cattaneo  | Deceuninck–Quick-Step | +49"    |
| 7   | Mikkel Bjerg     | UAE Team Emirates     | +52"    |
| 8   | Tadej Pogačar    | UAE Team Emirates     | +57"    |
| 9   | Magnus Cort      | EF Education–Nippo    | +1' 00" |
| 10  | Dylan van Baarle | Ineos Grenadiers      | +1' 21" |

| Loc | Concurent        | Echipă                  | Timp        |
| --- | ---------------- | ----------------------- | ----------- |
| 1   | Tadej Pogačar    | UAE Team Emirates       | 80h 16' 59" |
| 2   | Jonas Vingegaard | Team Jumbo–Visma        | +5' 20"     |
| 3   | Richard Carapaz  | Ineos Grenadiers        | +7' 03"     |
| 4   | Ben O'Connor     | AG2R Citroën Team       | +10' 02"    |
| 5   | Wilco Kelderman  | Bora–Hansgrohe          | +10' 13"    |
| 6   | Enric Mas        | Movistar Team           | +11' 43"    |
| 7   | Alexei Luțenko   | Astana–Premier Tech     | +12' 23"    |
| 8   | Guillaume Martin | Cofidis                 | +15' 33"    |
| 9   | Pello Bilbao     | Team Bahrain Victorious | +16' 04"    |
| 10  | Rigoberto Uran   | EF Education–Nippo      | +18' 34"    |

### Etapa a 21-a
18 iulie 2021 – Chatou - Paris (Champs-Élysées), 108,4 km
| Loc | Concurent        | Echipă                             | Timp       |
| --- | ---------------- | ---------------------------------- | ---------- |
| 1   | Wout van Aert    | Team Jumbo–Visma                   | 2h 39' 37" |
| 2   | Jasper Philipsen | Alpecin–Fenix                      | +0"        |
| 3   | Mark Cavendish   | Deceuninck–Quick-Step              | +0"        |
| 4   | Luka Mezgec      | Team BikeExchange                  | +0"        |
| 5   | André Greipel    | Israel Start-Up Nation             | +0"        |
| 6   | Danny van Poppel | Intermarché–Wanty–Gobert Matériaux | +0"        |
| 7   | Michael Matthews | Team BikeExchange                  | +0"        |
| 8   | Alex Aranburu    | Astana–Premier Tech                | +0"        |
| 9   | Cyril Barthe     | B&B Hotels p/b KTM                 | +0"        |
| 10  | Max Walscheid    | Team Qhubeka NextHash              | +0"        |

| Loc | Concurent        | Echipă                  | Timp        |
| --- | ---------------- | ----------------------- | ----------- |
| 1   | Tadej Pogačar    | UAE Team Emirates       | 82h 56' 36" |
| 2   | Jonas Vingegaard | Team Jumbo–Visma        | +5' 20"     |
| 3   | Richard Carapaz  | Ineos Grenadiers        | +7' 03"     |
| 4   | Ben O'Connor     | AG2R Citroën Team       | +10' 02"    |
| 5   | Wilco Kelderman  | Bora–Hansgrohe          | +10' 13"    |
| 6   | Enric Mas        | Movistar Team           | +11' 43"    |
| 7   | Alexei Luțenko   | Astana–Premier Tech     | +12' 23"    |
| 8   | Guillaume Martin | Cofidis                 | +15' 33"    |
| 9   | Pello Bilbao     | Team Bahrain Victorious | +16' 04"    |
| 10  | Rigoberto Uran   | EF Education–Nippo      | +18' 34"    |

## Legături externe
- fr  Site-ul oficial al competiției
- Turul Franței 2021 – ProCyclingStats